# Бабоян, Рудольф Мкртичевич
Рудольф Мкртичевич (Мкртычевич) Бабоян (род. 1 января 1955, Вале) — советский самбист и дзюдоист, мастер спорта СССР международного класса, Заслуженный тренер России, судья международной категории. Руководитель федерации самбо Юга России, Заслуженный работник физической культуры Российской Федерации (2004), президент федерации самбо и дзюдо Краснодарского края, вице-президент Всероссийской федерации самбо. Директор центра олимпийской подготовки Краснодарского края по самбо и дзюдо.

## Биография
В 1963 году с семьёй переехал в Армавир. В 1972 году окончил среднюю школу. Выпускник Армавирского государственного педагогического института 1977 года по специальности «Общетехнические дисциплины и труд». В 1977—1979 годах служил в армии. В 1981 году стал мастером спорта СССР международного класса.
Начал тренерскую деятельность в 1976 году в своей альма-матер. В 1979 году стал старшим тренером кафедры физического воспитания АГПИ. В 1992 году стал директором краевой спортивной школы олимпийского резерва по самбо и дзюдо.
Член партии «Единая Россия». Неоднократно избирался депутатом Армавирской городской Думы.

## Спортивные результаты
- Чемпионат СССР по самбо 1980 года — ;

## Известные воспитанники
- Данильченко, Константин Владимирович (1984) — призёр чемпионатов России и Европы по самбо, мастер спорта России;
- Елиазян, Степан Карапетович (1973) — призёр чемпионатов и Кубка России, мастер спорта международного класса.
- Караулов, Василий Васильевич (1991) — мастер спорта международного класса.
- Кургинян, Эдуард Славикович (1986) — самбист, чемпион России и Европы, призёр чемпионатов мира, обладатель Кубка мира, Заслуженный мастер спорта России;
- Маркарьян, Ашот Юрьевич (1968) — самбист и дзюдоист, чемпион и призёр чемпионатов СССР по самбо, чемпион Европы по самбо, двукратный чемпион мира по самбо, Заслуженный мастер спорта России;
- Мгдсян, Егор Залибегович (1990) — призёр чемпионата России, мастер спорта международного класса.
- Мгдсян, Ерванд Залибегович (1990) — чемпион России по дзюдо, мастер спорта международного класса.
- Мудранов, Аслан Заудинович (1987) — самбист, призёр чемпионатов России, чемпион и призёр чемпионатов Европы, Заслуженный мастер спорта России;
- Мудранов, Беслан Заудинович (1986) — чемпион России, Европы, Европейских и Олимпийских игр по дзюдо, призёр чемпионата мира по дзюдо, призёр чемпионата мира по самбо, Заслуженный мастер спорта России;
- Овасопян, Артур Ашотович (1982—2007) — призёр чемпионатов России и Европы, мастер спорта международного класса.
- Оганисян, Давид Гагикович (1994) — чемпион Европы и мира, мастер спорта международного класса.
- Псеунов, Мурат Амербиевич (1980) — чемпион Европы, мастер спорта международного класса.
- Саркисов, Самвел Александрович (1981) — призёр чемпионата России по дзюдо, мастер спорта России международного класса;
- Уин, Виталий Юрьевич (1987) — самбист, чемпион и призёр чемпионатов России, чемпион мира, обладатель Кубка мира, мастер спорта России международного класса;
- Хайбулаев, Гусейн Асадулаевич (1961) — самбист и дзюдоист, многократный чемпион СССР, России, Европы и мира по самбо, обладатель Кубков СССР, Европы и мира по самбо, Заслуженный мастер спорта СССР;
- Яврумян, Александр Артюшевич — чемпион России, мастер спорта международного класса.

## Награды
- Медаль ордена «За заслуги перед Отечеством» I степени (8 ноября 2023 года) — за большие заслуги в развитии и популяризации самбо в Российской Федерации, многолетнюю добросовестную работу[4]
- Медаль ордена «За заслуги перед Отечеством» II степени (2018 год)
- Почётное звание «Заслуженный работник физической культуры Российской Федерации» (12 апреля 2004 года) — за большой вклад в развитие отечественного спорта и подготовку спортсменов высокого класса[5]
- Медаль «За выдающийся вклад в развитие Кубани» II степени[2]
- Медаль «За выдающийся вклад в развитие Кубани» III степени[6]
- Заслуженный работник физической культуры и спорта Кабардино-Балкарской Республики (29 августа 2016) — за заслуги в развитии спорта высших достижений